# Final Fantasy X-2
Final Fantasy X-2 (яп. ファイナルファンタジーX-2 Файнару Фантадзи: Тэн Цу:) — японская ролевая игра, продолжение Final Fantasy X, выпущенное компанией Square в 2003 и 2004 годах для консоли PlayStation 2. В марте 2014 года вышла Final Fantasy X/X-2 HD Remaster, обновлённая версия игры с изображением высокой чёткости для платформ PlayStation 3 и PlayStation Vita. Сюжет игры разворачивается в вымышленном мире Спира, в котором главная героиня Юна должна уладить все политические конфликты и предотвратить войну.
Final Fantasy X-2 является первым непосредственным сиквелом во всей серии Final Fantasy (кроме косвенного сиквела Final Fantasy V — аниме Final Fantasy: Legend of the Crystals). Это также первая игра в серии, в которой количество игровых персонажей ограничено всего тремя (и все они — девушки). В сиквел было добавлено несколько концовок, чего не было в большинстве других играх серии, также ещё одним новшеством является доступ в большинство локаций мира с самого начала игры. Кроме этого, в игре была представлена система дресс-сфер, являющаяся вариацией классической для серии системы профессий. Final Fantasy X-2 является первой игрой серии, в которой созданием музыки занимался не Нобуо Уэмацу.
Игра была положительно оценена критиками, благодаря чему имела большой успех среди фанатов серии. Продажи во всем мире достигли 5 миллионов копий. Тем не менее, у многих преданных поклонников серии игра вызвала отрицательную реакцию из-за отсутствия серьёзности и отхода от сюжетной составляющей Final Fantasy X, а именно религиозных и философских канонов.

## Игровой процесс
Хотя игра является прямым продолжением Final Fantasy X, сиквел не дублирует своего предшественника, в связи с этим традиционный геймплей оригинальной игры был дополнен новыми элементами. Как и в предыдущих играх серии, герои могут повышать уровни после некоторого количества боёв, выиграв которые герои получают очки опыта. При встрече с врагом отряд переносится на отдельное поле битвы, причём сражения начинаются случайным образом — обычные враги не видны, поэтому боя с ними не избежать. Как и в предыдущих играх серии, боевая система базируется на пошаговой стратегии, главной особенностью которой является то, что игроки ходят по очереди. Вместо «CTB» (Conditional Turn-Based Battle), X-2 возвратилась к старой системе «ATB» (Active Time Battle), которая использовалась в предыдущих играх, начиная с Final Fantasy IV. Очерёдность действий персонажей зависит от показателя скорости, а также от реакции игрока, так как при появлении меню с набором команд игра не останавливается, и противник не ждёт, пока игрок сделает свой выбор. После боя персонажам начисляются очки опыта, улучшаются способности, имеющиеся у каждого персонажа и начисляются гили — игровые деньги. Если у всех трёх персонажей закончились очки жизни, бой считается проигранным.

### Навигация и квесты

Пример навигации на карте полей

Другим отступлением от игрового процесса Final Fantasy X является нелинейность: игрок с самого начала может попасть на любой уровень и подняться на воздушный корабль. История разделена на 5 глав, именуемые в игре как «Эпизоды». Часть из них являются необязательными для прохождения. Основные сюжетные миссии отмечены на карте красным маркером и если проходить только их, то игрок быстро проходит игру, минуя мини-игры. Во время разговора с неигровыми персонажами можно выбрать один из нескольких ответов. После каждой миссий в игре подсчитывается количество процентов прохождения каждого эпизода. Если игрок прошёл сюжет на 100 %, то будет показан дополнительный видеоролик. После первого прохождения игры открывается опция «Новая игра плюс», в которой доступны все приёмы, сетка одежд и дресс-сферы. Тем не менее, все уровни персонаж будет проходить только один.
Навигационная система X-2 значительно отличается от Final Fantasy X; в сиквеле, как и в Final Fantasy X, присутствуют трёхмерные локации. В игре было реализовано несколько новых элементов, таких как возможность прыгать, залезать на гору и вращать камеру под разными углами.
Квесты в Final Fantasy X-2 включают в себя различные задания, дополнительных боссов и мини-игры, заимствованные из других игр серии. Среди них игра в блицбол (с изменёнными правилами), стрельба по врагам или сфербрэйк — математическая игра с монетами. Руководитель игры Мотому Торияма заявил, что: «Если вы купите Final Fantasy X-2, то вас больше не будут интересовать другие игры».

### Система дресс-сфер и сетка нарядов

Битва с боссом с установленной по умолчанию дресс-сферой

В Final Fantasy X-2 вновь вернулась классовая система развития персонажей, появившаяся в Final Fantasy III, Final Fantasy V и Final Fantasy Tactics. Доступна она с помощью дресс-сфер. Основная команда игры состоит из трёх героев, для каждого из которых доступны так называемые профессии. Каждая профессия имеет свои уникальные навыки. Новые навыки можно выучить с помощью «Ability Points», которые зарабатываются после победы над врагом. Каждый персонаж может получить доступ к шести дресс-сферам, в зависимости от конкретных свойств сетки одежд.
«Сетка нарядов» даёт персонажам новые возможности и улучшения. В X-2 представлены разнообразные виды одежд и дресс-сфер, которые можно обнаружить по ходу игры. Дресс-сферы могут быть использованы всеми персонажами, но для каждого персонажа существует также по одной уникальной сфере. Чтобы использовать уникальную сферу, игроку необходимо активировать все сферы, представленные на экипированной «Сетке нарядов» в течение одной битвы.

## Сюжет

### Игровой мир
В то время как сеттинг оригинальной игры был достаточно мрачным, основные персонажи сиквела напоминают Ангелов Чарли. Мир Спиры (яп. スピラ Супира) практически не изменился за два года после событий Final Fantasy X. Большинство локаций осталось из оригинала игры (за исключением Руин Омега и Храма Баадж), также было добавлено несколько новых локаций. Спира несколько изменилась после событий Final Fantasy X: была полностью перестроена деревня Килика и стали доступны забытые руины на вершине горы Гагазет. Дворец в Бевелле теперь доступен на протяжении всей игры, а не только во время обязательного прохождения сюжета. Однако, даже после исчезновения Греха, количество врагов на локациях только прибавилось.
Кроме косметических преобразований, произошли значительные изменения в идеологии жителей Спиры. После поражения Греха пришла новая эра, названная как «Вечный покой». Жрецы религии Евон решили рассказать правду об ордене, позволив людям самим решать, как жить без религии и Греха. Продвинутые изобретения расы Аль Бэд теперь можно обнаружить во многих уголках мира Спиры, а большинство Аль Бэдов теперь можно встретить на музыкальных концертах и игре блицбол. Остальные стали охотниками за древними сокровищами, начиная от поиска старых монет и заброшенной техники, похороненными под песками пустыни Биканэл и заканчивая поиском сфер в заброшенных руинах и пещерах.
Несмотря на отсутствие Греха и магистров Евона, в Спире не все спокойно. Молодые люди отказалась от ордена Евон и приняли сторону машин (в игре именуется как макина) с целью развития Спиры, однако многие старейшины посчитали, что эти изменения происходят слишком стремительно. Вместе с новыми идеалами и порядками, появляющиеся в Спире, начали образовываться новые политические группировки. Одними из самых влиятельных группировок являются Лига Молодёжи, возглавляемая Мэвином Нуджем и команда нового Евона во главе с бывшим священником по имени «Трэма», а после его исчезновения возглавленная Праэтором Баралаем. Лига Молодёжи состоит в основном из молодых людей, считающих, что Спира должна очиститься от старых порядков, в то время как группа нового Евона, состоящая из старых и молодых людей, считает, что изменения должны происходить постепенно. Их девиз — «не браться за все сразу». Каждое объединение попросило поддержки у Юны, однако она предпочла остаться в нейтралитете. В итоге конфликт между двумя объединениями вспыхивает с новой силой. Сама же Юна стала охотницей за сферами и фактически является лидером группы «Крылья чайки», в которую входят её кузены Брат и Рикку. Она также начала работать с командой по раскопкам машин для исследования продвинутых технологий, состоящей из жителей Аль Бэды во главе с молодым человеком по имени Гиппал.
Спустя некоторое время, отношения между Лигой Молодёжи и группой нового Евона накалились до предела. В это же время, Юна вместе со своими друзьями ищут сферы, которые приведут её к Тидусу, который исчез по окончании событий в Final Fantasy X. После победы над Грехом, Юна меняет свой образ жизни на более спокойный и уделяет больше внимания своему народу. Несмотря на это, Рикку приносит Юне сферу, обнаруженную на горе Гагазет Кимари — бывшим опекуном Юны, а ныне старейшиной племени Ронсо. Сфера показывает молодого человека, похожего на Тидуса, который, по-видимому, заперт внутри тюремной камеры. Несмотря на опасения Вакки, ныне женатым на его друге детства — Лулу, Рикку убеждает Юну начать поиски Тидуса.
В то время как Final Fantasy X создавалась с упором на древнюю японскую и азиатскую культуру, в X-2 были использованы различные элементы современной японской поп-культуры. Одним из исключений является, например, дресс-сфера «Тренер», использовав которую, на поле боя появляются собака, обезьяна и птица — три животных, связанных с японским народным героем Момотаро. Ещё одним исключением является дресс-сфера «Самурай», после использования которой герои перевоплощаются в воинов, одетых в традиционные японские доспехи самураев.

### Персонажи

Главные лидеры объединений в Спире: Нудз (слева), Гиппай (в центре) и Баралай (справа)

В Final Fantasy X-2 три основных персонажа: Юна (яп. ユウナ Ю:на), Рикку (яп. リュック Рюкку) и Пэйн (яп. パイネ Пайнэ). Втроём девушки создают команду охотниц за сферами под названием «ЮРП» («YRP» в английской версии и «YuRiPa» — в японской). Юна и Рикку впервые появились в Final Fantasy X, поэтому в сиквеле их личности и характер остались прежними, однако разработчики решили полностью поменять их внешний вид, чтобы придать их образу больше экспрессии. Кроме того, было решено, что дизайн новой одежды для Рикку и Юны будет связан с событиями, произошедшими в оригинале игры. Образ новой героини Пэйн был создан для X-2, чтобы придать сиквелу приключенческий стиль игры, вращающийся вокруг трёх женских персонажей. Личность Пэйн обладает гораздо большей циничностью и отсутствием эмоциональности, чем у её товарищей по команде, она скрывает своё истинное лицо на протяжении всей игры.
В сиквел были добавлены несколько основных и второстепенных героев из оригинала игры. Кроме того, в игру добавлены новые персонажи, в числе которых руководитель группы охотников за сферами — Леблан (яп. ルブラン Рюбуран) и её группировка, называемая Синдикат Леблан (яп. ルブランのシンジケート Рюбуран но Синдзикэ:то). Главным антагонистом игры является Сюин (яп. シューイン Сю:ин).

### История
История игры начинается через два года после событий Final Fantasy X. Главные героини: Юна, Рикку и Пэйн вместе с Лебланом Синдикатом собираются охотиться за сферами. По мере прохождения Юна также будет повествовать о Тидусе, рассказывая о событиях, произошедшие с ним. Хотя главная цель Юны заключается в поиске улик, связанных с Тидусом, она также путешествует по Спире, чтобы уладить конфликты и раскрыть скрытое наследие древней истории планеты. Значительная часть событий игры не являются обязательными для прохождения, но некоторые миссии и задания влияют на концовку (для получения лучшей концовки, их надо выполнить все).
В мире Спира происходят военные конфликты между Лигой Молодёжи и Новой Евон. Между тем, команда Крылья чайки обнаруживают древние сферы, в которых изображён огромный монстр-машина под названием Вегнаган, который был тайно похоронен. Оружие имеет достаточно сил, чтобы угрожать всей Спире, и, кроме того искусственный интеллект Вегнагана не в состоянии отличать друга от врага после активации. Крылья чайки затем объединяются с Лебланом Синдикатом для исследования подземных городов, в попытке уничтожить машину, прежде чем он может быть использован с любой стороны в предстоящем конфликте. Однако, открывая большой туннель, вскоре обнаруживается недавно выкопанная яма, в которой была погребена машина, и героини понимают, что Вегнаган ушёл в Фарплейн, ядро Спиры.
Разногласия в Спире вскоре утихли после исчезновений лидеров групп: Варадая, Нудза и Гиппала. А в это время Крыля чайки в подземной области Спиры Бевелле находят лидеров групп и по рассказам узнают, что искусственный интеллект Вегнагана может активизироваться и бежать, если он найдёт в человеке какой-либо признак вражды. Кроме того, выясняется, что Нудз пришёл в город Бевелле для уничтожения Вегнагана, что заставило его потом убежать в Фарплейн.
Раньше Пэйн когда-то дружила с Баралаей, Гиппаем и Нудзом, и также были заняты сферами, когда они были кандидатами по вступлению в элитную группу Алый Отряд. Двумя годами ранее в пещере под одним континентом была проведена провальная операция «День Скорби». В пещере отряд был атакован роем пирефлаесами, парящими шарами со светом. Из многочисленного отряда в живых остались лишь Пэйн, Баралай, Гиппай и Нудз, позже они сами станут мишенью ордена Евон после находки в пещере изображения Вегнагана. Вскоре после этого, Нудз застрелил своих выживших товарищей и оставил их умирать, тем самым разорвав дружбу. Тем не менее, вскоре выясняется, что он действовал не по собственной воле, когда он расстреливал их.
Чтобы Нудз стал выполнять различные планы, Сюин управляет телом Баралая, чтобы преследовать Вегнагана в Фарплейне. Нудз и Гиппал следуют за ним, а Юна держит ситуацию под контролем на поверхности. Сама Юна в это время борется с повреждёнными Сюином эонами. Во время этой миссии, Юна попадает в Фарплеин и находит Сюина, который принимает её за женщину по имени Ленн. Сюин выражает свой гнев и собирается уничтожить планету, однако жители Спиры не понимают этого. Кроме того, Вегнаган считает, что после разрушения он сделать мир ещё лучше, чем прежде.
Игрок узнаёт, что за 1000 лет до игры, Сюин был известным игроком в блицболл в высокотехнологичной столице Занарканд, и был фанатом популярной певицы-призывателя Ленн. Оба жили во время войны Занарканда с Бевеллем. В Занарканде призыватели начали воевать. Полагая, что Ленн умрёт в бою, Сюин решил, что единственный способ спасти её — проникнуть в Бевелле, найти Вегнагана и использовать его для уничтожения врагов Занарканда. Тем не менее, Ленн не поддерживает идеи Сюина и последовала за ним. Когда она догнала Сюина в Бевелле, в это время он только начал работать в панели управления Вегнагана. Ленн просила его остановиться. Группа солдат Бевелле прибыли через минуту и начали стрелять в пару. В течение следующих 1000 лет, отчаяние Сюина росло и благодаря этому оно настолько стало сильным, что начало действовать без него.

Концерт Юны заставляет вспомнить Сюина о Ленн

После того, как стало понятно, что Сюин не хочет развязывать войну, Юна возвращается обратно на поверхность, чтобы организовать концерт. Концерт Юны заставил вспомнить Сюина о Ленн. Сам Сюин смотрел на концерт с помощью сферы и позже ошибочно принял Юну за Ленн.
Несмотря на то, что междоусобная борьба прекратилась, Сюин уже почти выполнил план по уничтожению Спиры. Крылья чайки и Леблан Синдикат пробираются в Фарплейн, чтобы найти Гиппала и Нудза, которые в это время уже сражаются против Вегнагана. Вместе им удалось отключить гигантскую машину, чтобы предотвратить стрельбу по Спире. Перед Сюином из дресс-сферы вышла Ленн и убеждает его отказаться от своей миссии и жить в мире. Благодаря Юне, дух Ленн заставил Сюина жить в мире.
Впоследствии Призраки веры появляются перед Юной, благодарят её и спрашивают, хотела бы она видеть его ещё раз. Если игрок отвечает «Да» и имеет достаточный процент завершения сюжетной линии, Призраки веры находят Тидуса около разбросанных пирефлаесами и отправляет его и Юну на остров Бесайд, тем самым возвращаются они домой. После воссоединения с Тидусом, игрок прошедший всю игру на 100 %, покажут дополнительную кат-сцену, где Тидус вернётся и воссоединится с Юной в Занаркаде.

## Разработка игры
Создание сиквела началось в конце 2001 года как ответ на успех Final Fantasy X и видеоклип под названием «Eternal Calm», включённый в японскую версию игры Final Fantasy X International. В Японии игра вышла незадолго до слияния компании Square и Enix. В разработке игры принимало участие меньше людей, так как большая часть объектов, персонажей и предметов были созданы ещё в период создания Final Fantasy X. Дизайнер персонажей Тэцуя Номура заявил, что игра была создана всего за год, что составляет половину времени разработки предыдущих игр серии. Для создания графики разработчики использовали программы-редакторы Maya и Softimage 3D.
Продюсер Ёсинори Китасэ и руководитель Мотому Торияма объяснили, что при создании Final Fantasy X-2 разработчики сменили концепцию, создав более оптимистичную обстановку мира, чем это было в предшественнике. Чтобы изобразить это, в мире Спира были исключены вызовы персонажей, переработаны города, добавлены различные транспортные средства и мини-игры. Кроме того, чтобы показать игрокам оптимистичную атмосферу мира, под влиянием девушек-волшебниц в аниме и манге была создана система дресс-сфер, а в самом начале игры была продемонстрирована поп-музыка. Также были представлены различные намёки на массовую культуру, например, на стиль фильма «Ангелы Чарли». Хотя работа над открывающей темой игры и технологией захвата движения начались в начале разработки, вступительный ролик создавали в самый последний момент.

## Музыка
Над созданием музыки к игре принимали участие композиторы Норико Мацуэда и Такахито Эгути, ранее работавшие над другим проектом Square The Bouncer. Композитор предыдущих игр серии Нобуо Уэмацу не смог принять участия в создании саундтрека к игре из-за большой занятости в других проектах. Разработчики выбрали Мацуэду и Эгути потому, что их стиль «идеально подходит» у созданию музыки в жанре поп.
Игра включает в себя две вокальные композиции в жанре японский поп, в частности, баллада под названием «Real Emotion» (рус. Реальные эмоции). Её текст был написан Кэном Като, а музыка сочинена Кадзухиро Харой. Другая баллада под названием «1000 Words» (рус. Тысяча слов) была написана сценаристами игры Кадзусигэ Нодзимой и Дайсукэ Ватанабэ. Мацуэда и Эгути занимались написанием музыки и её аранжировкой. Обе песни были исполнены Джейд Виллалон из группы Sweetbox в английской версии и Куми Кодой в японской. Позже Виллалон включит обе песни в свой альбом под названием Adagio, а Кода также исполнила её песню «Come with Me» (рус. Пойдём со мной) на английском языке с немного изменёнными словами.
Оригинальный саундтрек состоит из 61 композиции и занимает два диска. Альбом был выпущен в Японии 31 марта 2003 года лейблом Avex Group под названием Final Fantasy X-2 Original Soundtrack. В альбом входили различные буклеты для подробной информации о саундтреке. Альбом оказался на 5-й строчке чарта японского веб-сайта Oricon и был продан в количестве 82 000 копий по состоянию на январь 2010 года. Альбом был оценён смешанно из-за отсутствия Нобуо Уэмацу в качестве ведущего композитора и измения песен на атмосферу японской поп-музыки. Некоторые критики называли музыку подходящей к игре и соответствующей новым вкусам, а другие указывали её в качестве главного недостатка.
31 марта 2004 года, через год после выхода первого саундтрека, был выпущен альбом Final Fantasy X-2 Piano Collection, где музыка была исполнена на фортепиано. Также 16 июля 2004 года в Японии лейбл звукозаписи Avex Group издал альбом Final Fantasy X-2 International + Last Mission Original Soundtrack, который включает в себя вокальные композиции «Real Emotion» и «1000 Words» на английском языке, а также 8 песен из Final Fantasy X-2 International. Оба альбома были оценены выше оригинального саундтрека, отмечая высокую работу композиторов, и назвав его «сиянием света во тьме». X-2 International + Last Mission Original Soundtrack занимал 42-е место в чарте Oricon и оставался в течение четырёх недель.

## Версии и товары
Международная версия игры под названием Final Fantasy X-2 International + Last Mission была выпущена только в Японии 19 февраля 2004 года. В этой версии был добавлен новый уровень «Yadonoki Tower» (рус. Башня Ядоноки) и появились 2 новые дресс-сферы; кроме того, в битвах появилась возможность захватывать монстров, злодеев и персонажей, включая Тидуса, Аурона и Сеймура Гуадо из предыдущей игры. Хотя эта версия не была выпущена за пределами Японии, основная история игры, кроме последней миссии, была также озвучена на английском языке. Из-за этого разработчики переписали субтитры на японском языке, чтобы они могли соответствовать озвучиванию. В 2005 году в Японии состоялся релиз сборника Final Fantasy X/X-2 Ultimate Box, содержащего в себе две игры.
Компанией Square Enix были выпущены фигурки, книги и саундтреки, связанные с игрой. Кроме руководства Ultimania, в которую входят три книги Final Fantasy X-2 Ultimania, Final Fantasy X-2 Ultimania Ω и Final Fantasy X-2: International+Last Mission Ultimania, в Японии были выпущены различные графические альбомы и руководства по прохождению игры.
Компания Hori выпустила геймпад DualShock 2 в виде пистолетов, которые использует Юна. Данный контроллер продавался только в Японии и был позже перевыпущен в связи с выходом международной версии игры.
В 2013 году Final Fantasy X-2 International + Last Mission вместе с Final Fantasy X HD планируют переиздать для консолей PlayStation 3 и PlayStation Vita. Обе игры будут распространяться как через Blu-ray, так и через сервисы цифровой дистрибуции.

## Отзывы и критика
| Сводный рейтинг       | Сводный рейтинг |
| Агрегатор             | Оценка          |
| --------------------- | --------------- |
| GameRankings          | 86,25 %         |
| Metacritic            | 85/100          |
| MobyRank              | 83/100          |
| Иноязычные издания    |                 |
| Издание               | Оценка          |
| 1UP.com               | A               |
| ActionTrip            | 8,6/10          |
| AllGame               | [ 51 ]          |
| Edge                  | [ 52 ]          |
| Eurogamer             | 8/10            |
| Famitsu               | 34/40           |
| Game Informer         | 8,75/10         |
| GamePro               | 4,5/5           |
| GameRevolution        | B+              |
| GameSpot              | 8,1/10          |
| GameSpy               | [ 58 ]          |
| GameZone              | 9,6/10          |
| IGN                   | 9,5/10          |
| OPM                   | 5/5             |
| PALGN                 | 8,5/10          |
| The Adrenaline Vault  | [ 63 ]          |
| WorthPlaying          | 9,0/10          |
| Русскоязычные издания |                 |
| Издание               | Оценка          |
| «Домашний ПК»         | [ 65 ]          |
| «Страна игр»          | 9,5/10          |

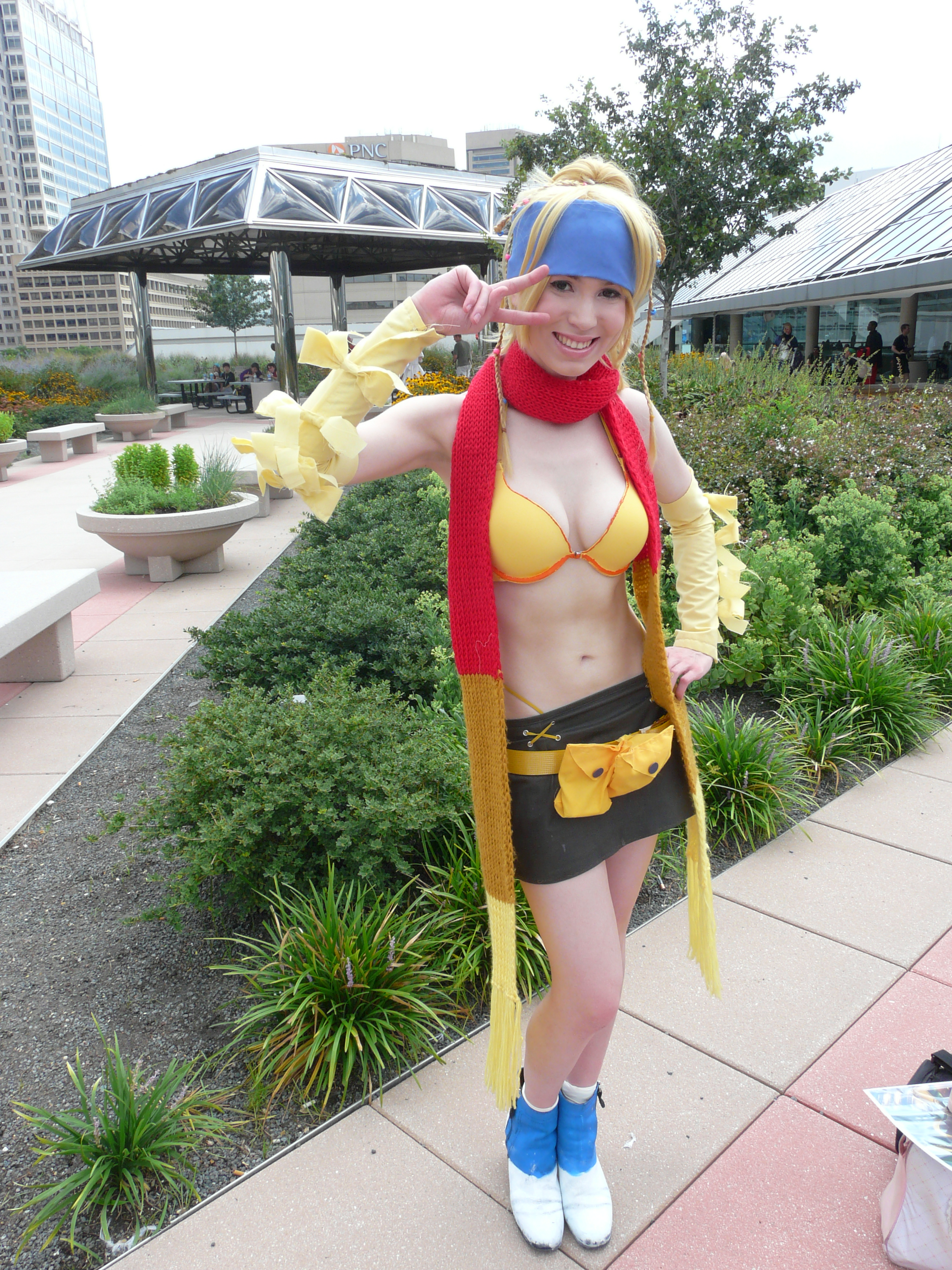
Благодаря популярности игры, одна из главных героиня игры Рикку (наряду с Юной), стала объектом для косплея

Final Fantasy X-2 получила положительные отзывы от критиков и имела финансовый успех. По всему миру было продано свыше 5 миллионов копий и стала самой популярной игрой для PlayStation 2. Final Fantasy X-2 получила 34 балла из 40 возможных от журнала Famitsu и заняла тридцать второе место в рейтинге «ста лучших игр всех времён и народов», составленного в 2006 году. Героиня игры Рикку (англ. Rikku) в 2004 году получила награду Academy of Interactive Arts & Sciences в номинации «Лучший женский персонаж». На сайте-агрегаторе Game Rankings рейтинг игры составляет 86,25 %, а на Metacritic — 85 баллов из 100 возможных.
Джереми Данхам из IGN высоко оценил игру, назвав её одной из лучших ролевых игр на PlayStation 2. Критик заявил, что Final Fantasy X-2 попадёт под огонь мужской аудитории, связывая это с редизайном персонажей. Сюжет игры он назвал «интригующим», но не таким эпическим, как в Final Fantasy X. Также высоко были оценены мини-игры, охарактеризованные как «источник веселья». Сайт отмечает улучшенные по сравнению с Final Fantasy X анимацию персонажей и кат-сцены, хваля разработчиков за артистизм и ответственный подход к созданию игры. Музыкальное сопровождение было названо «неплохим», а вокальные темы — «острыми». Однако критик заявляет, что в саундтреке «чего-то не хватает» по сравнению с другими треками в предыдущих играх серии.
GameZone оценил Final Fantasy X-2 в 9,6 баллов из 10, назвав её «изумительной». Концепцию сиквела назвали «жемчужной», высоко оценив систему дресс-сфер и боевую систему. Сайт советует купить X-2 тем, кто к играм относится с любовью. Worth Playing назвали выпуск игры «смелым шагом», а игровой процесс — пародией на всю Final Fantasy. Тем не менее, сайт высоко оценил улучшения в игровом процессе и нелинейность, но скрывает в себе ненужное количество юмора и фан-сервиса.
Российский журнал «Страна игр» оценил сиквел выше, чем Final Fantasy X, однако критик Алексей Петровский заявляет, что «всю игру можно охарактеризовать как Final Fantasy в отпуске». Обозреватель также считает, что «сами авторы подошли к проекту легкомысленно, понимая, что фанаты все равно купят игру». Главным достоинством игры он посчитал нелинейность и боевую систему. Средне были оценены мини-игры, качество которых по мнению журнала «оставляет желать лучшего». Музыкальное сопровождение было названо «маловыразительным» и «неприятным впечатлением», но «слушать можно спокойно. Но не больше».
Official U.S. PlayStation Magazine поставил самую высокую оценку игре: 5 баллов из 5 возможных. Журнал назвал X-2 самой увлекательной из всех игр серии, хваля систему дресс-сфер, мини-игры, боевую систему и нелинейность. В своём итоге журнал советует купить игру всем владельцам PlayStation 2. Game Informer заявил, что игра представляет собой странное смешение старого и нового, хваля обновлённую графику, переделанный полностью геймплей, но охарактеризовав сетку нарядов как «странное дополнение когда-либо включённое в серию Final Fantasy», которое «губит всю игру», сравнив это с игрой в куклы Барби. 1UP.com назвал всё прохождение игры «чистым удовольствием», а историю «свежей». GamePro в своём итоге обзора описал игру как «увлекательная RPG, которая может быть немного неуклюжей для ветеранов серии».
Euroganer сравнил X-2 с другим ролевыми играми: Xenosaga Episode II: Jenseits von Gut und Böse, Skies of Arcadia и Grandia. Сайт нашёл некоторые сходства игры с сюжетом Skies of Arcadia, например, сцену с летучим кораблём, однако по мнению критика X-2 имеет некоторую глубину рассказа, что подчёркивает особенности сюжета. Он считает, что Square Enix специально мерится с другими ролевыми играм, например с Xenosaga, лишь по графике, однако X-2 критиковалась за некоторые сбои. Критик также нашёл в боевой системе сходство с Grandia, однако оно требует некоторого привыкания. Из плюсов сайт также выделил озвучивание персонажей, особенно Юны, однако недостатком назвал отсутствие японской озвучивания в американской и европейской версиях.
Журнал Edge и сайт Avault.com поставили игре 3,5 звезды из 5 возможных, а сайт GameSpy — 3 звезды из 5. GameSpy назвал выход сиквела регрессией для серии, а Edge — застоем. Avault.com в своём итоге написал, что X-2 станет непопулярной среди поклонников.